# Ecques
Ecques est une commune française située dans le département du Pas-de-Calais en région Hauts-de-France. Ses habitants sont appelés les Ecquois.
La commune fait partie de la communauté d'agglomération du Pays de Saint-Omer qui regroupe 53 communes et compte 104 937 habitants en 2021.

## Géographie

### Localisation
Localisée dans le nord-est du département du Pas-de-Calais au pied du plateau d'Helfaut, Ecques est une commune de la vallée de la Melde située, à vol d'oiseau, à 9 km au sud de la commune de Saint-Omer (chef-lieu d'arrondissement).
Le territoire de la commune est limitrophe de ceux de six communes.
Les communes limitrophes sont  Bellinghem, Helfaut, Heuringhem, Quiestède, Roquetoire et Saint-Augustin.

### Géologie et relief
La superficie de la commune est de 12,59 km2 ; son altitude varie de 25  à   80 m.

### Hydrographie
Le territoire de la commune est situé dans le bassin Artois-Picardie.
La commune est drainée par quatre cours d'eau : 
- la Melde du Pas-de-Calais, d'une longueur de 15,29 km, qui prend sa source dans la commune d'Helfaut et se jette dans le bras de décharge de la lys oduel au niveau de la commune d'Aire-sur-la-Lys[4] ;
- le ruisseau du bois fauchez du ravin d'ecques, d'une longueur de 9,97 km, qui prend sa source dans la commune de Dohem et se jette dans le Lauborne au niveau de la commune[5] ;
- le Lauborne, d'une longueur de 3,46 km, qui prend sa source dans la commune et qui se jette dans la Melde du Pas-de-Calais au niveau de la commune[6] ;
- le Château de Laprée, d'une longueur de 1,85 km, qui prend sa source dans la commune et qui se jette dans le Lauborne au niveau de la commune[7].

La commune abritait plusieurs puits artésien, dont au moins neuf alimentaient naturellement (sans pompe, avec un débit de plus de 1 m3/h) les cressonnières de M. Basseur, puis à la suite du creusement d'un forage, par l'entreprise Bonduelle (en 1970). La plupart des puits avaient le même exutoire, le Lauborne.

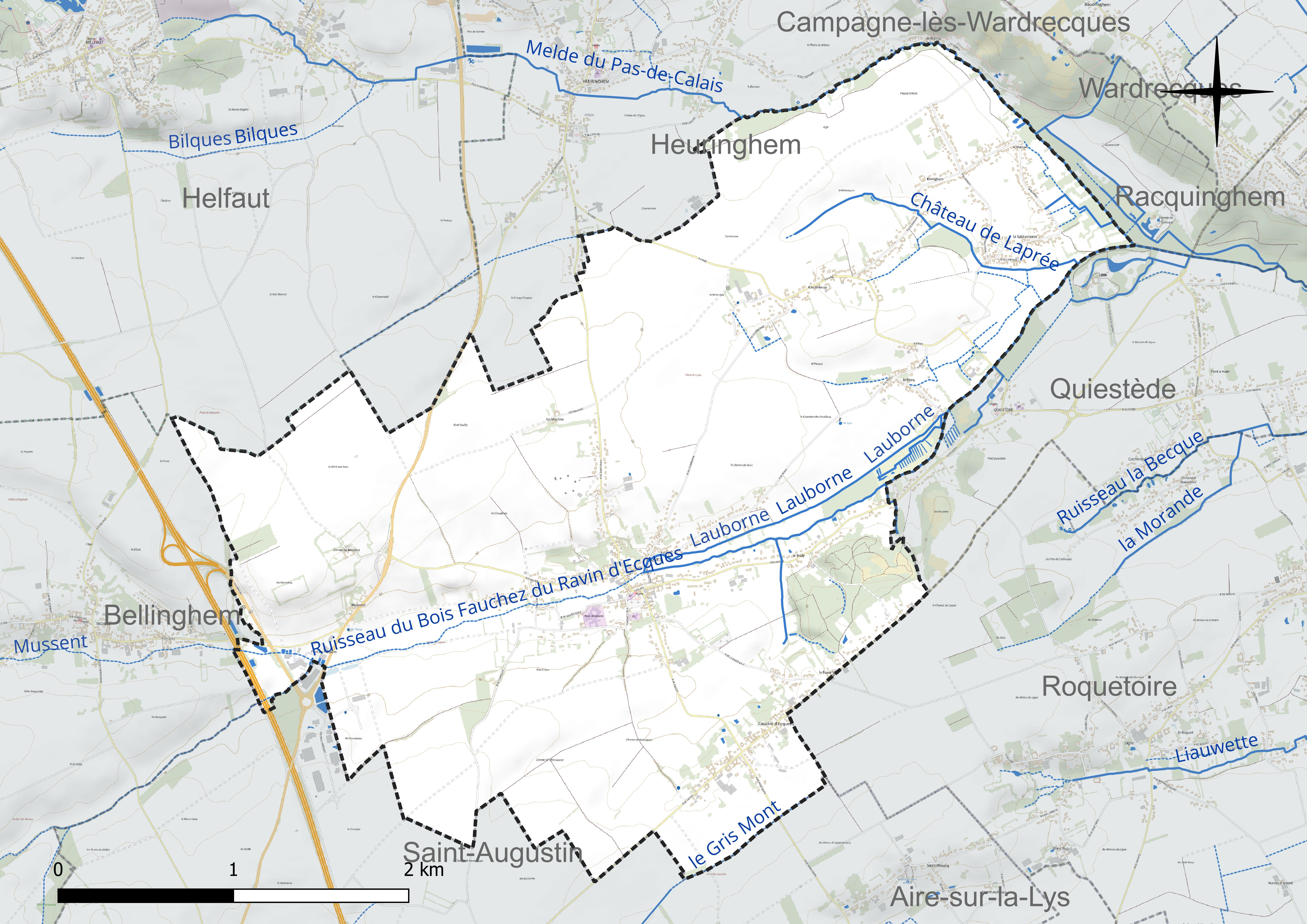
Réseau hydrographique d'Ecques.

### Climat
Pour des articles plus généraux, voir Climat des Hauts-de-France et Climat du Pas-de-Calais.
En 2010, le climat de la commune est de type climat océanique altéré, selon une étude du CNRS s'appuyant sur une série de données couvrant la période 1971-2000. En 2020, Météo-France publie une typologie des climats de la France métropolitaine dans laquelle la commune est exposée à un climat océanique et est dans la région climatique Côtes de la Manche orientale, caractérisée par un faible ensoleillement (1 550 h/an) ; forte humidité de l’air (plus de 20 h/jour avec humidité relative > 80 % en hiver), vents forts fréquents.
Pour la période 1971-2000, la température annuelle moyenne est de 10,4 °C, avec une amplitude thermique annuelle de 13,8 °C. Le cumul annuel moyen de précipitations est de 830 mm, avec 13 jours de précipitations en janvier et 8,2 jours en juillet. Pour la période 1991-2020, la température moyenne annuelle observée sur la station météorologique la plus proche, située sur la commune de Lillers à 18 km à vol d'oiseau, est de 11,1 °C et le cumul annuel moyen de précipitations est de 731,5 mm,. Pour l'avenir, les paramètres climatiques de la commune estimés pour 2050 selon différents scénarios d'émission de gaz à effet de serre sont consultables sur un site dédié publié par Météo-France en novembre 2022.

### Milieux naturels et biodiversité

#### Zones naturelles d'intérêt écologique, faunistique et floristique
L’inventaire des zones naturelles d'intérêt écologique, faunistique et floristique (ZNIEFF) a pour objectif de réaliser une couverture des zones les plus intéressantes sur le plan écologique, essentiellement dans la perspective d’améliorer la connaissance du patrimoine naturel national et de fournir aux différents décideurs un outil d’aide à la prise en compte de l’environnement dans l’aménagement du territoire.
Le territoire communal comprend une ZNIEFF de type 1 : les Bruyères d'Ecques, d’une superficie de 59 ha et d'une altitude variant de 31 à 61 m. Cette ZNIEFF est une petite colline surplombant la vallée de la Lauborne et qui se compose d’argile de Louvil et de tuffeau de Saint-Omer, surmontée de sables et de grès d’Ostricourt. On y trouve la lande mésophile à callune commune et la bruyère cendrée.
et une ZNIEFF de type 2 : la moyenne vallée de l’Aa et ses versants entre Remilly-Wirquin et Wizernes. La moyenne vallée de l’Aa et ses versants représentent un remarquable ensemble écologique associant des habitats très différents constituant des complexes de végétations souvent complémentaires.

Carte des ZNIEFF de type 1 et 2 sur la commune
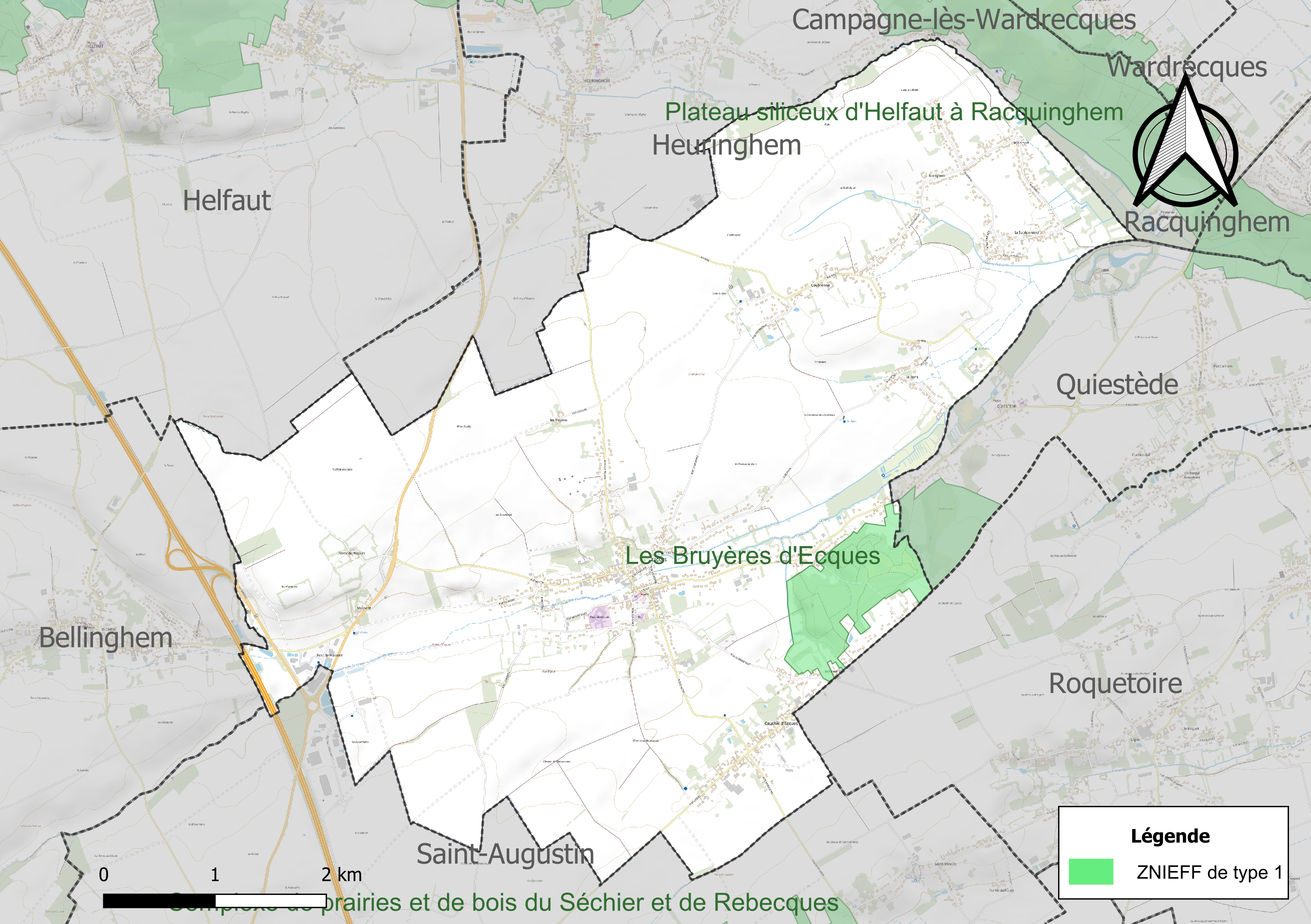
Carte de la ZNIEFF de type 1 sur la commune.
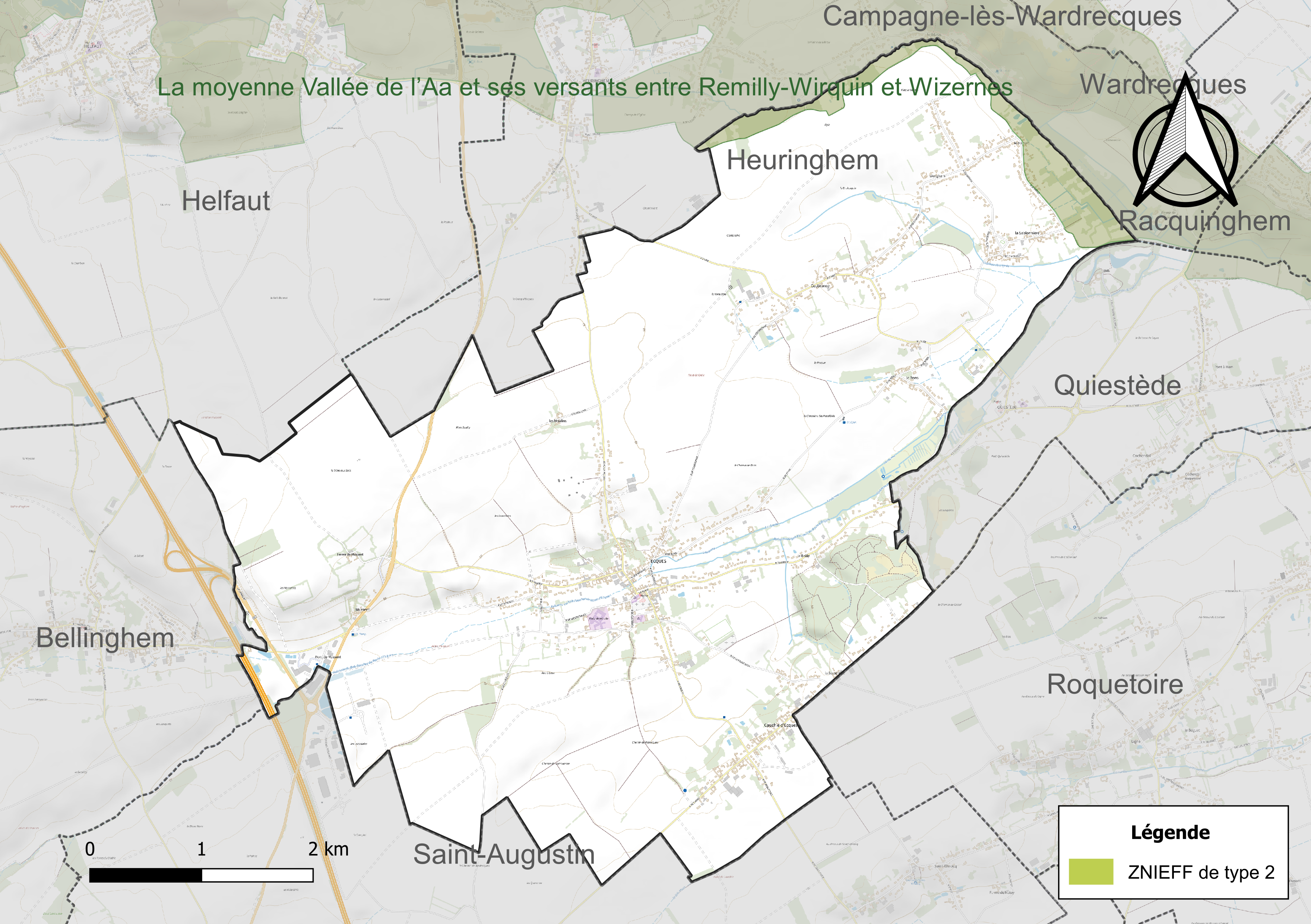
Carte de la ZNIEFF de type 2 sur la commune.

#### Site Natura 2000
Le réseau Natura 2000 est un réseau écologique européen de sites naturels d’intérêt écologique élaboré à partir des directives « habitats » et « oiseaux ». Ce réseau est constitué de zones spéciales de conservation (ZSC) et de zones de protection spéciale (ZPS). Dans les zones de ce réseau, les États Membres s'engagent à maintenir dans un état de conservation favorable les types d'habitats et d'espèces concernés, par le biais de mesures réglementaires, administratives ou contractuelles.
Sur la commune, un site Natura 2000 de type B est défini en site d'importance communautaire (SIC) : les pelouses, bois acides à neutrocalcicoles, landes nord-atlantiques du plateau d'Helfaut et le système alluvial de la moyenne vallée de l'Aa d'une superficie de 389 hectares et répartis sur 14 communes.

## Urbanisme

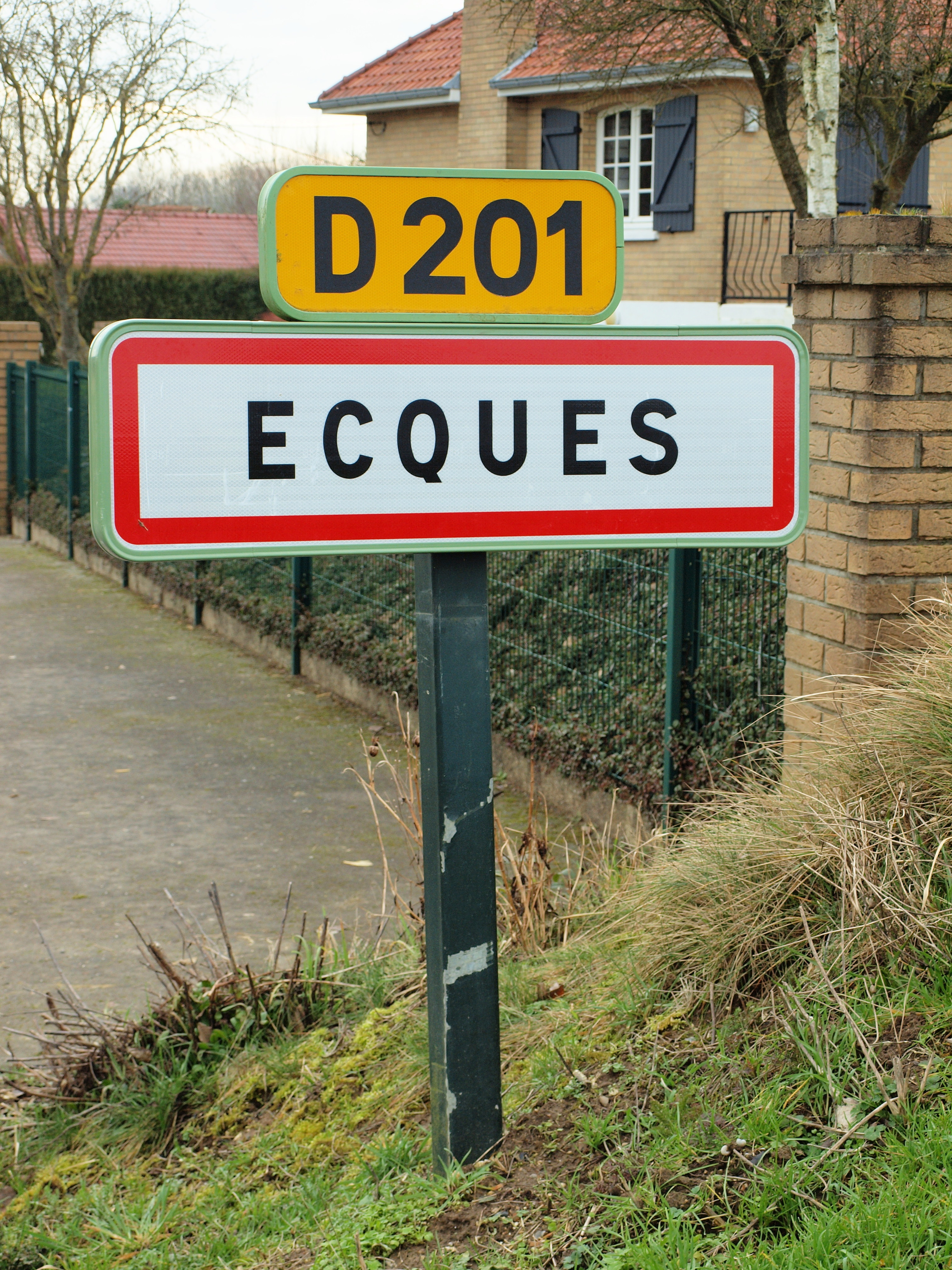
Une entrée de la commune.
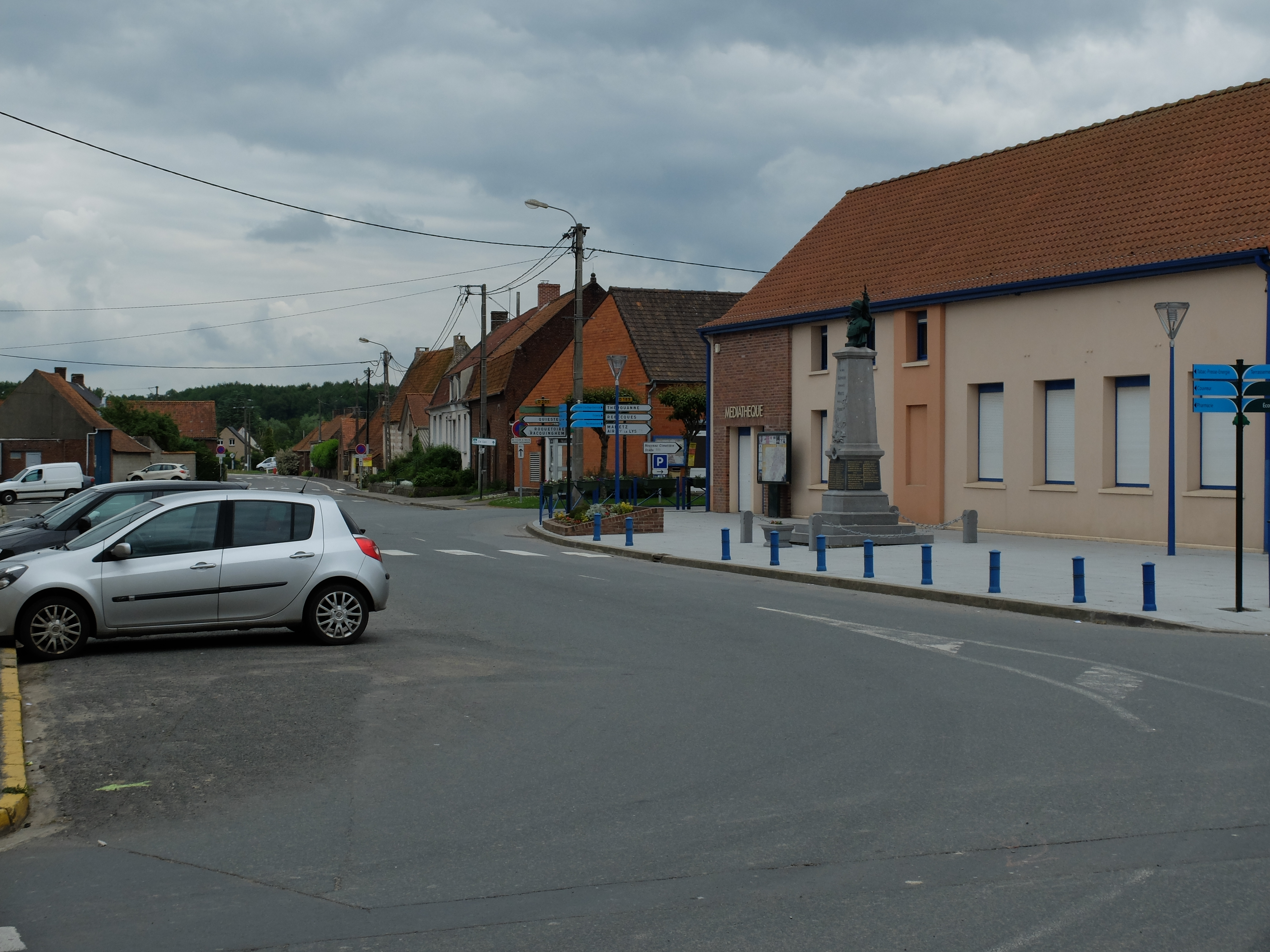
La place.

### Typologie
Au 1er janvier 2024, Ecques est catégorisée bourg rural, selon la nouvelle grille communale de densité à sept niveaux définie par l'Insee en 2022.
Elle est située hors unité urbaine. Par ailleurs la commune fait partie de l'aire d'attraction de Saint-Omer, dont elle est une commune de la couronne,. Cette aire, qui regroupe 79 communes, est catégorisée dans les aires de 50 000 à moins de 200 000 habitants,.

### Occupation des sols
L'occupation des sols de la commune, telle qu'elle ressort de la base de données européenne d’occupation biophysique des sols Corine Land Cover (CLC), est marquée par l'importance des territoires agricoles (89 % en 2018), en diminution par rapport à 1990 (94,1 %). La répartition détaillée en 2018 est la suivante : 
terres arables (73,6 %), prairies (9,3 %), zones urbanisées (6,9 %), zones agricoles hétérogènes (6,1 %), forêts (3,1 %), zones industrielles ou commerciales et réseaux de communication (0,9 %). L'évolution de l’occupation des sols de la commune et de ses infrastructures peut être observée sur les différentes représentations cartographiques du territoire : la carte de Cassini (XVIIIe siècle), la carte d'état-major (1820-1866) et les cartes ou photos aériennes de l'IGN pour la période actuelle (1950 à aujourd'hui).

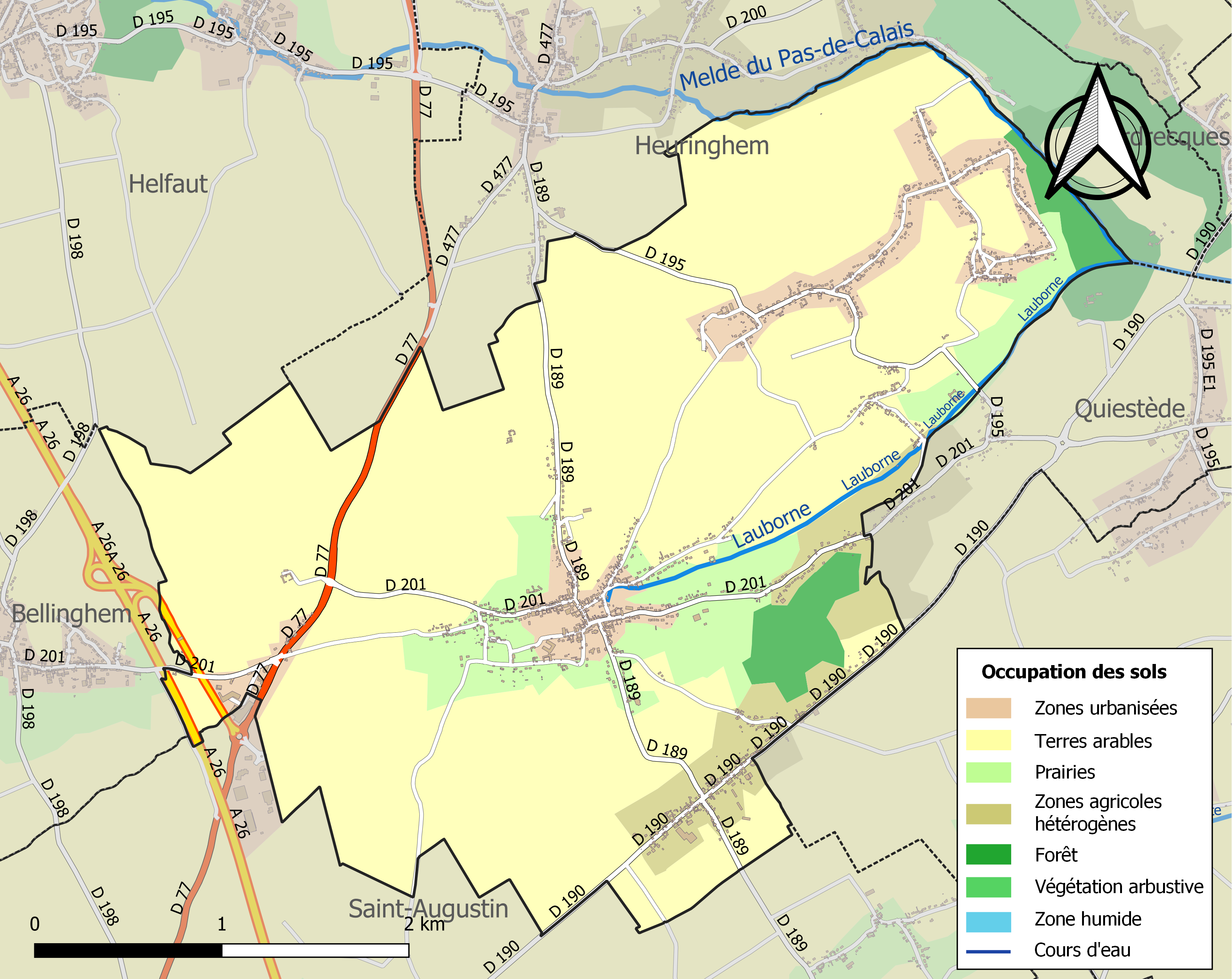
Carte des infrastructures et de l'occupation des sols de la commune en 2018 (CLC).

### Voies de communication et transports

#### Voies de communication
La commune est desservie par les routes départementales D 77, D 189 et D 201 et est limitrophe de la sortie no 4 de l'autoroute A 26, aussi appelé autoroute des Anglais, reliant Calais à Troyes.

#### Transports
La commune se trouve à 12 km, au sud, de la gare de Saint-Omer, située sur les lignes de Lille aux Fontinettes et de Saint-Omer à Hesdigneul, desservie par des trains TER Hauts-de-France.
Les transports, notamment scolaires, sont assurés par Mouvéo, le service de transports en commun de l'agglomération de Saint-Omer.

## Toponymie
Le nom de la localité est attesté sous les formes suivantes : Hescha en 1088 ; Escha en 1123 ; Esca en 1139 ; Eca vers 1140 ; Ekae en 1159 ; Eska en 1179 ; Heka en 1181-1185 ; Heska en 1190-1198 ; Eske en 1225-1227 ; Elske en 1254 ; Eska en 1270 ; Ekes au XIIIe siècle ; Esque en 1505 ; Esk en 1560 ; Esques-lez-Westecques en 1679, ; Ecque en 1793 et Ecques depuis 1801.
Ernest Nègre voit dans le nom d'Ecques le germanique aski « frêne », qui est une formation que l'on retrouve dans quelques communes de la région : Acq, Ascq et Aix-en-Issart.
Écques en picard et Eske en néerlandais.

## Histoire

### Moyen Âge
En 1159, l'abbaye de Saint-Bertin de Saint-Omer possède une ferme à Houlle, laquelle devait des redevances à Walter, fils d'Hugues d'Ecques.
Plusieurs « terriers » anciens dont le « terrier d'Ecques » daté de 1613 et d'autres comprenant des éléments généalogiques sont conservés dans le fonds d'archives locales de la bibliothèque de la communauté d'agglomération de Saint-Omer. Le plus ancien  date de 1535.

### Temps modernes
Ecques était le siège d'une seigneurie principale portant le nom de la commune. À côté de celle-ci, existaient des fiefs donnant au détenteur le nom de seigneur comme le fief de Mussen.

#### Seigneurs de Mussen à Ecques
- François de Bacquelrode, écuyer, est seigneur de Mussen vers 1700. Il a épousé Antoinette Waresquiel. Leur fille Antoinette Albertine se marie le 9 septembre 1700 à Lille avec Claude François de Wazières, né à Marquette-lez-Lille en août 1676 (baptisé le 21 août 1676), écuyer et seigneur d'Hollebecque sur Marquette. Il est le fils de Jean André François de Wazières, chevalier, seigneur de Beaupré (sur Haubourdin), capitaine de cavalerie espagnole, bourgeois de Lille, échevin, mayeur, rewart  (chargé de la police) de Lille, et de Marie Jeanne Henriette de Vicq. Claude François accède à la bourgeoisie de Lille le 1er juillet 1701[32].
- Claude François Joseph de Wazières, écuyer, fils de Claude François et d'Antoinette Albertine de Bacquelrode, récupère la seigneurie de Mussen.Il nait à Marquette-lez-Lille le 31 janvier 1709 et meurt à Ecques le 27 décembre 1786. Il épouse Jeanne Thérèse Penant, fille de Martin et de Marie Joseph Lheureux. Née en 1698, veuve de de Nicolas Joseph Ogier, elle meurt le 4 juin 1770[33].
- François Joseph de Wazières, écuyer, succède à son père Claude François Joseph dans la seigneurie de Mussen. Il est le dernier seigneur du lieu en raison de la Révolution française, qui supprime les titres de noblesse et/ou de féodalité. Il nait à Ecques le 18 juin 1731 et meurt à Brême (émigration française) le 3 juin 1793 ou 1797. Il épouse à Saint-Omer le 22 mai 1770 Marie Angélique Louise Joseph de Vitry, fille de Philippe Hippolyte Joseph, seigneur de Malfiance (sur Reclinghem?) et de Marie Louise Françoise de Poucques. Née le 11 janvier 1737, elle meurt le 11 mars 1813, à 76 ans. Leur fils Louis Jean Baptiste Joseph (1774-1853) va hériter du titre de comte de Wazières et va habiter avec son épouse Thérèse Charlotte Thérèse Sion au château du Vert-Bois à Bondues[34]. Le titre de comte de Wazières va se transmettre jusqu'à Gaston Louis né à Douai en 1852; les de Wazières restent présents à Ecques jusqu'au milieu du XIXe siècle[35]. Un descendant Jules Louis Joseph (1820-1880), né à Ecques, mort au Vésinet, capitaine au 2e régiment de voltigeurs de la garde impériale (sous le Second Empire) a été chevalier de la Légion d'honneur, et membre de 3e classe de l'Ordre de Sainte-Anne de Russie[36].

### Révolution française et Empire
La commune, instituée par la Révolution française, absorbe en 1799 celle de West-Ecques

### Époque contemporaine
Le village, durant la Seconde Guerre mondiale a été victime de plusieurs bombardements. En effet, il a pendant des mois représenté une menace pour Londres à cause des missiles lancés depuis l'actuel château d'eau.

## Politique et administration

### Découpage territorial
La commune se trouve dans l'arrondissement de Saint-Omer du département du Pas-de-Calais.

#### Commune et intercommunalités
Ecques était membre de la communauté de communes de la Morinie, créée en 1994.
Compte tenu de la réforme territoriale, la petite taille de cette intercommunalité lui imposait de se regrouper avec une ou des autres structures intercommunales,.
C'est dans ce cadre qu'elle a fusionné avec ses voisines pour former, le 1er janvier 2017, la communauté d'agglomération du Pays de Saint-Omer (CAPSO), dont est désormais membre la commune.

#### Circonscriptions administratives
Elle faisait partie depuis 1801 du canton d'Aire-sur-la-Lys. Dans le cadre du redécoupage cantonal de 2014 en France, Ecques intègre le canton de Fruges.

#### Circonscriptions électorales
Pour l'élection des députés, la commune fait partie depuis 1988 de la huitième circonscription du Pas-de-Calais.

### Élections municipales et communautaires

#### Liste des maires
| Période                                  | Période                       | Identité          | Étiquette | Qualité |
| ---------------------------------------- | ----------------------------- | ----------------- | --------- | --- |
| mai 1945                                 | ?                             | Abel Beauvois     |           | |
| Les données manquantes sont à compléter. |                               |                   |           | |
| mars 1959                                | mars 1965                     | Euloge Tourneur   | SFIO      | Ingénieur retraité |
| mars 1965                                | ?                             | Casimir Héricourt |           | Instituteur honoraire |
| mars 1977                                | mars 2001                     | Michel Billet     |           | Directeur d'école |
| mars 2001                                | mars 2008                     | Philippe Fardoux  | PS        | Instituteur |
| mars 2008                                | 21 janvier 2015,              | Yves Bertin       | DVG       | Enseignant spécialisé retraité Mort en fonction                                                                                |
| 3 février 2015                           | En cours (au 15 février 2022) | Brigitte Merchier | DVG       | Cadre retraitée de l'Éducation nationale 1re vice-présidente de la CC de la Morinie (2015 → ) Réélue pour le mandat 2020-2026, |

## Équipements et services publics

### Enseignement
La commune est située dans l'académie de Lille et dépend, pour les vacances scolaires, de la zone B.
La commune administre une école maternelle et une école élémentaire.

## Population et société

### Démographie
Ses habitants sont appelés les Ecquois et leur nom jeté ou sobriquet est : chés agaches d'Écques (« les pies d'Ecques »).

#### Évolution démographique
L'évolution du nombre d'habitants est connue à travers les recensements de la population effectués dans la commune depuis 1793. Pour les communes de moins de 10 000 habitants, une enquête de recensement portant sur toute la population est réalisée tous les cinq ans, les populations de référence des années intermédiaires étant quant à elles estimées par interpolation ou extrapolation. Pour la commune, le premier recensement exhaustif entrant dans le cadre du nouveau dispositif a été réalisé en 2005.

En 2022, la commune comptait 2 176 habitants, en évolution de +2,64 % par rapport à 2016 (Pas-de-Calais : −0,72 %, France hors Mayotte : +2,11 %).
| 1793 | 1800 | 1806  | 1821  | 1831  | 1836  | 1841  | 1846  | 1851  |
| ---- | ---- | ----- | ----- | ----- | ----- | ----- | ----- | ----- |
| 906  | 975  | 1 098 | 1 094 | 1 219 | 1 202 | 1 287 | 1 334 | 1 361 |

| 1856  | 1861  | 1866  | 1872  | 1876  | 1881  | 1886  | 1891  | 1896  |
| ----- | ----- | ----- | ----- | ----- | ----- | ----- | ----- | ----- |
| 1 290 | 1 302 | 1 353 | 1 302 | 1 327 | 1 335 | 1 381 | 1 310 | 1 241 |

| 1901  | 1906  | 1911  | 1921  | 1926  | 1931  | 1936  | 1946  | 1954  |
| ----- | ----- | ----- | ----- | ----- | ----- | ----- | ----- | ----- |
| 1 222 | 1 210 | 1 154 | 1 089 | 1 098 | 1 105 | 1 141 | 1 037 | 1 076 |

| 1962  | 1968  | 1975  | 1982  | 1990  | 1999  | 2005  | 2006  | 2010  |
| ----- | ----- | ----- | ----- | ----- | ----- | ----- | ----- | ----- |
| 1 047 | 1 108 | 1 124 | 1 295 | 1 637 | 1 781 | 1 899 | 1 900 | 2 004 |

| 2015  | 2020  | 2022  | - | - | - | - | - | - |
| ----- | ----- | ----- | - | - | - | - | - | - |
| 2 095 | 2 178 | 2 176 | - | - | - | - | - | - |

#### Pyramide des âges
En 2018, le taux de personnes d'un âge inférieur à 30 ans s'élève à 33,7 %, soit en dessous de la moyenne départementale (36,7 %). De même, le taux de personnes d'âge supérieur à 60 ans est de 24,3 % la même année, alors qu'il est de 24,9 % au niveau départemental.
En 2018, la commune comptait 1 054 hommes pour 1 098 femmes, soit un taux de 51,02 % de femmes, légèrement inférieur au taux départemental (51,5 %).
Les pyramides des âges de la commune et du département s'établissent comme suit.
| Hommes | Classe d’âge | Femmes |
| ------ | ------------ | ------ |
| 1,5    | 90 ou +      | 2,8    |
| 4,1    | 75-89 ans    | 7,2    |
| 17,4   | 60-74 ans    | 15,7   |
| 23,2   | 45-59 ans    | 19,8   |
| 20,2   | 30-44 ans    | 20,7   |
| 12,7   | 15-29 ans    | 14,1   |
| 21,0   | 0-14 ans     | 19,6   |

| Hommes | Classe d’âge | Femmes |
| ------ | ------------ | ------ |
| 0,5    | 90 ou +      | 1,6    |
| 5,6    | 75-89 ans    | 8,9    |
| 16,7   | 60-74 ans    | 18,1   |
| 20,2   | 45-59 ans    | 19,2   |
| 18,9   | 30-44 ans    | 18,1   |
| 18,2   | 15-29 ans    | 16,2   |
| 19,9   | 0-14 ans     | 17,9   |

### Manifestations culturelles et festivités
Le 14 juillet a lieu une course à pied : les Foulées ecquoises, suivie au soir d'un feu d'artifice sur le terrain de football de la commune et d'une marche aux flambeaux.
Le foyer rural fédère différentes actions sportives et culturelles (club de tir à l'arc, boules, bals folks, contes).
L'automne venu, l'association Alternative monte le festival de musique d'Ecqu'ouvertes depuis 2004.

## Culture locale et patrimoine

### Lieux et monuments
- L'église Saint-Nicolas, dont il existe des traces depuis le XIIe siècle[56]. Elle héberge 15 éléments patrimoniaux classés ou inscrits au titre d'objet des monuments historiques[57].
- Le monument aux morts[58].

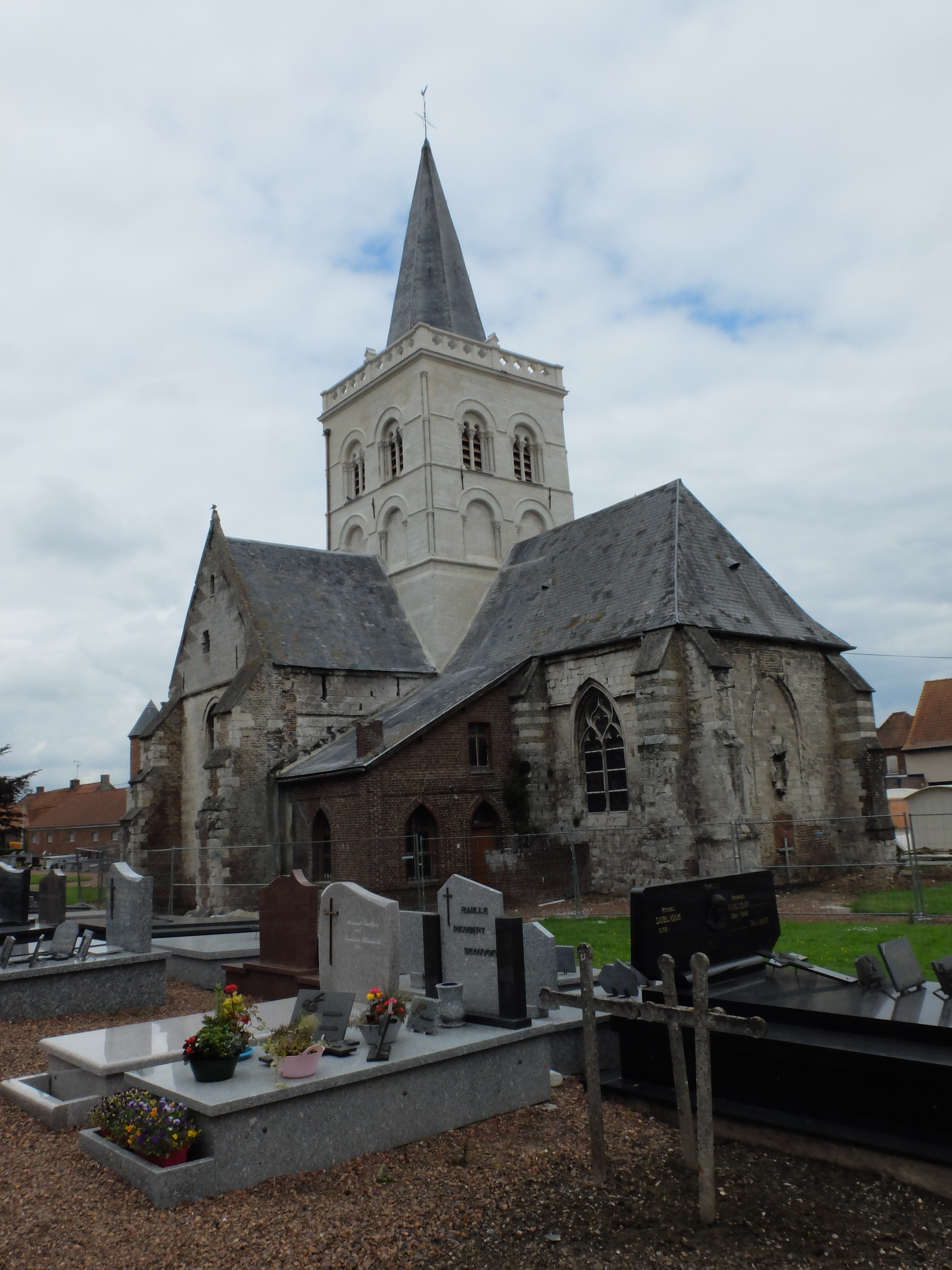
L'église Saint-Nicolas.
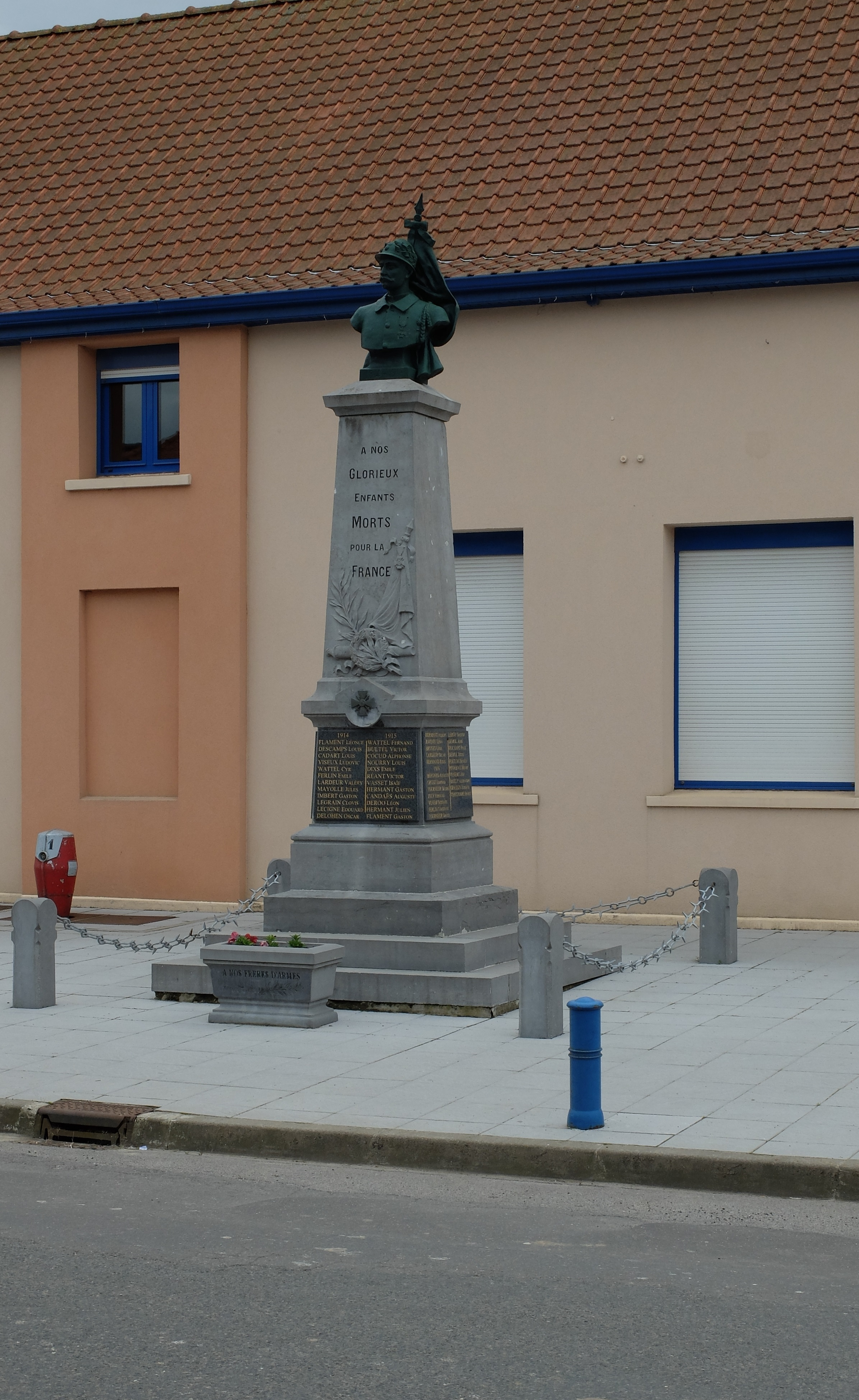
Le monument aux morts.

### Personnalités liées à la commune
- André Bertin (de) (1912-1994), coureur cycliste français et fondateur des cycles Bertin, né dans la commune.

### Héraldique
| Blason de Ecques | Blason  | Coupé : au 1er d'azur à un soleil couchant d'or, au 2d de sinople à un épi de blé feuillé d'or posé en bande ; à la divise du même brochant sur la partition chargée d'une église du même issant d'un trait courbé vers le chef, le clocher brochant sur l'azur ; le tout enfermé par une bordure d'or chargée de dix feuilles de chêne de sinople, deux affrontées en chef, trois montantes aux flancs et deux adossées en pointe. |
| Blason de Ecques | Détails | Adopté le 31 mars 1995. |

## Pour approfondir